# Eutima curva
Eutima curva is een hydroïdpoliep uit de familie Eirenidae. De poliep komt uit het geslacht Eutima. Eutima curva werd in 1905 voor het eerst wetenschappelijk beschreven door Browne. 